# Приазовська селищна рада
Приазо́вська се́лищна ра́да — адміністративно-територіальна одиниця та орган місцевого самоврядування у Мелітопольському районі Запорізької області. Адміністративний центр — селище міського типу Приазовське.

## Загальні відомості
Приазовська селищна рада утворена в 1957 році, а у вигляді територіальної громади у 2017 році.
- Територія ради: 570.7 км²
- Населення ради: 12134 осіб (станом на 2020 рік)
- Територією ради протікають річки: Домузгла, Корсак, Акчокрак

## Населені пункти
Селищній раді підпорядковані населені пункти:
- смт Приазовське
- с. Білорічанське
- с. Вишневе
- с. Гамівка
- с. Новоіванівка
- с. Таврійське
- с. Бабанівка
- с. Строганівка
- с. Ботіїве
- с. Приморський Посад
- с. Петрівка
- с. Шевченка
- с. Володимирівка
- с. Богданівка
- с. Степанівка Друга
- с. Дмитрівка
- с. Новопокровка
- с. Добрівка

## Склад ради
Рада складається з 26 депутатів та голови.
- Голова ради:
- Секретар ради:

### Керівний склад попередніх скликань
| Прізвище, ім'я, по батькові  | Основні відомості                                              | Дата обрання | Дата звільнення |
| ---------------------------- | -------------------------------------------------------------- | ------------ | --------------- |
| Варбанський Сергій Євгенович | Селищний голова, 1963 року народження, член Опозиційного блоку | 26.03.2006   | 25.10.2020      |
| Солопов Андрій Олександрович | Селищний голова, 1981 року народження, член ОПЗЖ               | 25.10.2020   |                 |

### Пам'ятки
- На території селищної ради північ від селища Приазовське розташований лісовий заказник місцевого значення «Лісовий масив біля річки Домузла»[1].